# Oumar Kalabane
Oumar Kalabane (Conakry, Guinea; 8 de abril de 1981) es un exfutbolista de Guinea que jugaba en las posiciones de defensa central y lateral izquierdo.

## Carrera

### Club
| Periodo   | Club                   | Goles |
| --------- | ---------------------- | ----- |
| 1998      | Hirondelles de Conakry | 0     |
| 1999      | Étoile de Guinée       | 0     |
| 2000–2005 | Étoile du Sahel        | 3     |
| 2005–2007 | AJ Auxerre             | 0     |
| 2007–2011 | Manisaspor             | 3     |
| 2011–2012 | Al-Dhafra              | 3     |
| 2012–2014 | Gabala FC              | 2     |

### Selección nacional
Jugó para Guinea en 54 ocasiones de 2000 a 2013 y anotó cinco goles; incluyendo 10 partidos de clasificación a la Copa Mundial de Fútbol. Kalabane jugó cuatro partidos de la Copa Africana de Naciones 2006 y cuatro partidos de la Copa Africana de Naciones 2008, donde anotó un gol en la derrota por 1-2 ante Ghana.

## Logros
- Copa de la Liga de Túnez (1): 2004/05
- Copa Intertoto (1): 2006[4]